# Cassipourea pumila
Cassipourea pumila är en tvåhjärtbladig växtart som beskrevs av Floret. Cassipourea pumila ingår i släktet Cassipourea, och familjen Rhizophoraceae. Inga underarter finns listade i Catalogue of Life.